# Лучинкино
Лучи́нкино (рос. Лучинкино) — село у складі Тугулимського міського округу Свердловської області.
Населення — 35 осіб (2010, 28 у 2002).
Національний склад станом на 2002 рік: росіяни — 96 %.